# François-Louis Tremblay
François-Louis Tremblay (Alma, Quebec, Canadà, 13 de novembre de 1980) és un patinador de velocitat en pista curta canadenc, un dels més destacats a la dècada del 2000. Al llarg de la seva carrera ha guanyat vint medalles en Campionat del Món de patinatge de velocitat en pista curta, destacant vuit medalles d'or.
Va participar en els Jocs Olímpics d'Hivern de 2002 realitzats a Salt Lake City (Estats Units) en única prova, els 5.000 metres relleus masculins, en la qual aconseguí la medalla d'or amb l'equip canadenc. En els Jocs Olímpics d'Hivern de 2006 realitzats a Torí (Itàlia) aconseguí guanyar la medalla de plata en la prova de 500 metres i en la prova de 5.000 metres relleus, sent desqualificat així mateix en els 1.000 metres. En els Jocs Olímpics d'Hivern de 2010 realitzats a Vancouver (Canadà) aconseguí guanyar dues noves medalles, la medalla d'or en els 5.000 metres relleus i la medalla de bronze en els 500 metres.